# Phragmotrichum chailletii
Phragmotrichum chailletii är en svampart som beskrevs av Kunze 1823. Phragmotrichum chailletii ingår i släktet Phragmotrichum, divisionen sporsäcksvampar och riket svampar.  Arten är reproducerande i Sverige. Inga underarter finns listade i Catalogue of Life.